# Vance Brand
Vance DeVoe Brand (Longmont, Colorado, 9 de maio de 1931) é um ex-astronauta dos Estados Unidos, veterano de quatro viagens espaciais a bordo das missões Apollo-Soyuz e dos ônibus espaciais Columbia e Challenger.

## Biografia
Aviador naval do Corpo de Fuzileiros Navais dos Estados Unidos nos anos 1950 e piloto de testes civil da empresa Lockheed no começo dos anos 1960, Brand entrou para a NASA no grupo de dezenove astronautas selecionados pela agência em 1966, onde inicialmente trabalhou nas equipes de testes de câmaras de vácuo dos protótipos do Módulo de Comando Apollo e integrou as equipes de apoio das missões Apollo 8 e Apollo 13. Nos anos seguintes, foi piloto substituto da Apollo 15 e das missões Skylab.
Brand foi ao espaço pela primeira vez em 15 de julho de 1975, em companhia dos astronautas Thomas Stafford e Donald Slayton, como piloto da primeira missão conjunta Apollo-Soyuz, o pioneiro encontro no espaço entre americanos e soviéticos, numa tentativa de aliviar tensões durante o período da Guerra Fria e de mostrar a possibilidade de cooperação internacional no espaço. Do lado da União Soviética participaram do projeto os cosmonautas Aleksei Leonov e Valeri Kubasov.
Em novembro de 1982 ele voltou ao espaço no comando da quinta missão do ônibus espacial Columbia, STS-5 – até então o único existente - a primeira com uma tripulação de mais de dois homens, demonstrando a capacidade de operação da nave com uma tripulação completa, lançando no espaço dois satélite comerciais de comunicações.
Brand ainda iria ao espaço mais duas vezes, comandando as naves Challenger e Columbia, em 1984 e 1990; na primeira, STS-41-B, o astronauta Bruce McCandless realizou o primeiro passeio espacial completamente livre no espaço, testando um equipamento individual de manobra espacial; a segunda, STS-35, foi  a primeira missão dedicada apenas à astronomia, com o lançamento de dois telescópios ASTRO em órbita terrestre.
Ao completar esta missão, Brand, aos 59 anos, tornou-se o mais velho astronauta a ir ao espaço, sendo superado apenas em 1998, quando o pioneiro John Glenn, então senador, fez sua segunda viagem espacial participando da missão STS-95 no Discovery, aos 77 anos, destinada a avaliar o comportamento de pessoas da terceira idade na microgravidade.